# Premi Sur a la millor pel·lícula
Els següents són els títols de les pel·lícules nominades i de les guanyadoras del Premi Sur a la millor pel·lícula des de la seva primera edició, el 2006:

## Premis
| Pel·lícula                           | Director                       | Productor | Resultat   |      |
| 2020                                 | 2020                           | 2020 | 2020       | 2020 |
| ------------------------------------ | ------------------------------ | --- | ---------- | ---- |
| Las siamesas                         | Paula Hernández                | Tarea Fina | Guanyadora |      |
| Crímenes de familia                  | Sebastián Schindel             | Buffalo Films, Magoya Films, INCAA, Directv, Tieless Media | Nominada   |      |
| El robo del siglo                    | Ariel Winograd                 | AZ Films, MarVista Entertainment, Telefé | Nominada   |      |
| Planta permanente                    | Ezequiel Radusky               | Campo Cine, Salado Films | Nominada   |      |
| 2019                                 |                                | |            |      |
| Los sonámbulos                       | Paula Hernández                | Oriental Films, Tarea Fina | Guanyadora |      |
| Las buenas intenciones               | Ana García Blaya               | Francisco Alcaro, Juana García Blaya, Joaquín Marques Borchex, Agustín Iñiguez, Juan Pablo Miller, Emiliano Riasol | Nominada   |      |
| La odisea de los giles               | Sebastián Borensztein          | Fernando Bovaira, Javier Braier, Micaela Buye, Leticia Cristi, Chino Darín, Ricardo Darín, Simón de Santiago, Axel Kuschevatzky, Matías Mosteirín, Federico Posternak, Hugo Sigman                                                                                  | Nominada   |      |
| El cuento de las comadrejas          | Juan José Campanella           | Muriel Cabeza, Juan José Campanella, Gerardo Herrero, Axel Kuschevatzky | Nominada   |      |
| 2018                                 |                                | |            |      |
| Rojo                                 | Benjamín Naishtat              | Federico Eibuszyc, Barbara Sarasola | Guanyadora |      |
| El Ángel                             | Luis Ortega                    | Hugo Sigman, Matías Mosteirín, Sebastián Ortega, Pablo Culell, Pedro Almodóvar, Agustín Almodóvar, Esther García Rodríguez, Leticia Cristi, Axel Kuschevatzky, Micaela Buye, Javier Braier                                                                          | Nominada   |      |
| Joel                                 | Carlos Sorín                   | Guacamole Films, Papma Film | Nominada   |      |
| La noche de 12 años                  | Álvaro Brechtner               | International Pictures | Nominada   |      |
| 2017                                 |                                | |            |      |
| Zama                                 | Lucrecia Martel                | Benjamin Domenech, Santiago Gallelli, Vania Catani | Guanyadora |      |
| La cordillera                        | Santiago Mitre                 | Hugo Sigman, Matías Mosteirín, Fernando Bovaira, Agustina Llambi-Campbell, Fernando Brom, Simón de Santiago, Didar Domehri | Nominada   |      |
| El invierno                          | Emiliano Torres                | Ezequiel Borovinsky, Alejandro Israel, Raphaël Berdugo, Emiliano Torres | Nominada   |      |
| Una especie de familia               | Diego Lerman                   | Nicolás Avruj | Nominada   |      |
| 2016                                 |                                | |            |      |
| La luz incidente                     | Ariel Rotter                   | Tarea Fina, Aire Cine, Seacuático, Urban Factory | Guanyadora |      |
| El ciudadano ilustre                 | Mariano Cohn i Gastón Duprat   | Aleph Media, Televisión Abierta, A Contracorriente Films, Magma Cine | Nominada   |      |
| La larga noche de Francisco Sanctis  | Francisco Márquez Andrea Testa | Pensar con las Manos | Nominada   |      |
| Gilda, no me arrepiento de este amor | Lorena Muñoz                   | Habitación 1520 Producciones, Smilehood, Telefé, U Films | Nominada   |      |
| 2015                                 |                                | |            |      |
| Refugiado                            | Diego Lerman                   | Backup Media | Guanyadora |      |
| El patrón: radiografía de un crimen  | Sebastián Schindel             | Magoya Films, Estrella Films, Habanero Film Sales | Nominada   |      |
| El Clan                              | Pablo Trapero                  | K&S Films, Matanza Cine, El Deseo, Telefé, Fox | Nominada   |      |
| La patota                            | Santiago Mitre                 | La Unión de los Ríos, Lita Stantic Producciones, Telefé, Story Lab, Full House, VideoFilmes | Nominada   |      |
| 2014                                 |                                | |            |      |
| Relatos salvajes                     | Damián Szifron                 | Kramer & Sigman Films, El Deseo, Telefe, Corner | Guanyadora |      |
| Betibú                               | Miguel Cohan                   | Haddock Films, Tornasol Films | Nominada   |      |
| El ardor                             | Pablo Fendrik                  | Magma Cine, Imval Madrid, Participant Media, Telefe, Bananeira Films, Manny Films, Canana Films | Nominada   |      |
| El inventor de juegos                | Juan Pablo Buscarini           | Pampa Films, Sepia Films, Dap Italy, 7GLAB, Orinoco Films, Benteveo Producciones, Telefe | Nominada   |      |
| 2013                                 |                                | |            |      |
| Wakolda                              | Lucía Puenzo                   | Historias Cinematográficas Cinemania, Dreamer Joint Venture Filmproduction, Hummelfilm, Pyramide Productions, Wanda Films y Telefe | Guanyadora |      |
| La reconstrucción                    | Juan Taratuto                  | Cine.Ar, Concreto Films, Instituto Nacional de Cine y Artes Audiovisuales (INCAA) y Telefe | Nominada   |      |
| Metegol                              | Juan José Campanella           | 100 Bares, Illusion Studios, Catmandú, Plural-Jempsa y Telefe | Nominada   |      |
| Tesis sobre un homicidio             | Hernán Goldfrid                | Coproducción Argentina-España BD cine, Tornasol Films, Telefe Contenidos, DirecTV, Haddock Films y Castafiore Films | Nominada   |      |
| 2012                                 |                                | |            |      |
| Infancia clandestina                 | Benjamín Ávila                 | Historias Cinematográficas Cinemania, Habitación 1520 Producciones, Antartida Produccions, Academia de Filmes, RTA Radio y Televisión Argentina y Academia de Filmes                                                                                                | Guanyadora |      |
| Elefante blanco                      | Pablo Trapero                  | ARTE, Canal Plus, Canal+ España, Full House, Instituto Nacional de Cine y Artes Audiovisuales (INCAA), Instituto de la Cinematografía y de las Artes Audiovisuales (ICAA), Matanza Cine, Morena Films, Patagonik Film Group, Televisión Española (TVE) y Wild Bunch | Nominada   |      |
| El último Elvis                      | Armando Bó Jr                  | Anonymous Content | Nominada   |      |
| Las acacias                          | Pablo Giorgelli                | AireCine, Utópica Cine, Proyecto Experience, Armonika Entertainment, Hibou Producciones, Tarea Fina y Travesía Productions | Nominada   |      |
| 2011                                 |                                | |            |      |
| Un cuento chino                      | Sebastián Borensztein          | Pampa Films, Tornasol | Guanyadora |      |
| Aballay, el hombre sin miedo         | Fernando Spiner                | Boya Films, KV Entertainment | Nominada   |      |
| El estudiante                        | Santiago Mitre                 | La Unión de los Ríos, Pasto Cine, El Pampero Cine | Nominada   |      |
| Juan y Eva                           | Paula de Luque                 | Barakacine SRL, Daltel, Dida Films, Cooperativa Kaos, Fundación Octubre | Nominada   |      |
| 2010                                 |                                | |            |      |
| El hombre de al lado                 | Mariano Cohn i Gastón Duprat   | Aleph Media | Guanyadora |      |
| Carancho                             | Pablo Trapero                  | Fine Cut, Matanza Cine, Patagonik Film Group | Nominada   |      |
| Cuestión de principios               | Rodrigo Grande                 | Línea de Tres Producciones | Nominada   |      |
| Dos hermanos                         | Daniel Burman                  | BD Cine | Nominada   |      |
| 2009                                 |                                | |            |      |
| El secreto de sus ojos               | Juan José Campanella           | Haddock Films, Tornasol Films, 100 Bares, Telefe | Guanyadora |      |
| El niño pez                          | Lucía Puenzo                   | Historias Cinematográficas Cinemania, MK2 Productions, Wanda Visión S.A. | Nominada   |      |
| Historias extraordinarias            | Mariano Llinás                 | I-Sat, El Pampero Cine | Nominada   |      |
| La sangre brota                      | Pablo Fendrik                  | MAGMACINE (Argentina) | Nominada   |      |
| Las viudas de los jueves             | Marcelo Piñeyro                | Haddock Films, Tornasol Films, Castafiore Films, Telefe | Nominada   |      |
| 2008                                 |                                | |            |      |
| La mujer sin cabeza                  | Lucrecia Martel                | Lucrecia Martel, Verónica Cura, E. Piñeyro | Guanyadora |      |
| El nido vacío                        | Daniel Burman                  | Diego Dubcovsky (BD Cine) | Nominada   |      |
| Leonera                              | Pablo Trapero                  | Matanza Cine | Nominada   |      |
| 2007                                 |                                | |            |      |
| XXY                                  | Lucía Puenzo                   | Historias Cinematográficas (Argentina) | Guanyadora |      |
| La antena                            | Esteban Sapir                  | ladobleA | Nominada   |      |
| La señal                             | Daniel Burman                  | Pampa Films (Argentina) | Nominada   |      |
| ¿Quién dice que es fácil?            | Juan Taratuto                  | Rizoma Films | Nominada   |      |
| 2006                                 |                                | |            |      |
| El método                            | Marcelo Piñeyro                | Ricardo García Arrojo, G. Herrero i F. Ramos | Guanyadora |      |
| Crónica de una fuga                  | Israel Adrián Caetano          | K&S Films de Oscar Kramer i Hugo Sigman | Nominada   |      |
| Derecho de familia                   | Daniel Burman                  | Daniel Burman i Diego Dubcovsky | Nominada   |      |